# Гудхью (округ)
Гу́дхью (англ. Goodhue County) — округ в штате Миннесота, США. Административный центр и крупнейший город — Ред-Уинг. По переписи 2000 года в округе проживают 44 127 человек. Площадь — 2021 км², из которых 1963,6 км² — суша, а 57,4 км² — вода. Плотность населения составляет 22 чел./км².